# 田中賢介のアフタースクール
田中賢介のアフタースクールは、2018年4月8日（日）よりSTVラジオで放送されているラジオ番組である。

## 概要
元プロ野球選手である田中賢介が北海道日本ハムファイターズで現役時代から務めているレギュラー番組である。番組開始後しばらくは鈴木亜紀（STVアナウンサー）がパーソナリティを務めていたが、その後現在まで奈良まなみ（フリーアナウンサー）が務めている。

## 番組内容
野球に関する内容だけでなく、賢介自身が二児の父であることから子育てに関する話題も多い。また、タイトルに"アフタースクール"とあることから、各分野の専門家から話を聞くこともあり、内容は多岐にわたる。
賢介が現役時代はシーズン中は札幌ドーム、オフシーズンはスタジオや電話での収録が主となっている。賢介自身が学校を訪問し、出張収録を行ったこともある。

## テーマ曲・BGM
テーマ曲
- 放課後ティータイム「Genius…!?（Instrumental）」

BGM（トーク時）
- T-SQUARE「ca et la」

## その他
2018年12月にはアリオ札幌で公開生収録を行った。その他、田中賢介が行ったトークショーの模様を放送したこともある。